# Usedlost Josefa Fanty
Usedlost Josefa Fanty je vesnická usedlost v Jevanech, kterou obýval a také architektonicky upravil architekt Josef Fanta.

## Historie
Na parcele byl zděný dům postaven zřejmě krátce před rokem 1871. Poté v něm fungoval hostinec U skalního sklepa. V roce 1901 získal dům včetně hospodářských budov Josef Fanta a rozhodl se jej upravit pro potřeby své rodiny jako letní sídlo. Na základě svých předchozích zkušeností s rekonstrukcemi historických památek přistoupil k úpravě velmi citlivě a do původní dispozice stavby v podstatě nezasáhl. V první třetině 20. století se Fantova usedlost stala významnou křižovatkou uměleckého a kulturního dění. V roce 1928 byl do areálu usedlosti přenesen výměnek, který byl zřejmě původně vybudován architektem Janem Vejrychem, vystaven v roce 1895 na Národopisné výstavě českoslovanské a po jejím ukončení stál na pozemku hvězdárny v Ondřejově, než ji původní majitel Josef Jan Frič předal i s pozemky státu. Architekt Josef Fanta v roce 1954 v usedlosti zemřel.
V roce 2015 byl areál usedlosti navržen k prohlášení kulturní památkou a v roce 2021 se kulturní památkou stal.

## Architektura
Hlavní budovou usedlosti je obytné stavení, orientované štítem k silnici. Jedná se o zděný, částečně patrový dům s obytným podkrovím. Fasády jsou hladké, decentně zdobené lizénovými rámci, nadokenními římsami a jemným štukovým dekorem. Střecha je sedlová, částečně zvalbená, s přesahy vyřezávaných trámů. V domě se dochovala původní kamenná podlaha a prkenné podlahy, dřevěné schodiště, dřevěné obložení stěn a trámový stop. Právě ten je součástí architektonických úprav, provedených na počátku 20. století Josefem Fantou. V rámci těchto úprav bylo zobytněno podkroví, hospodářské stavení bylo proměněno na dům pro hosty a fasáda byla doplněna o historizující prvky.
Nejstarší částí celé usedlosti je výměnek, který byl vystaven na Národopisné výstavě československé roku 1895. Podle dokumentace k výstavě byl zřejmě původně součástí turnovského statku navrženého Janem Vejrychem. Jedná se o dřevěnou stavbu s pavlačí a podstávkami a s bohatě členěnou lomenicí. Střecha je šindelová.
Součástí památkově chráněného areálu je rovněž zděné omítané hospodářské stavení se sedlovou střechou a nápadnými vikýři a také ohradní zeď s pilířovou bránou.